# Зверобой
Зверобо́й (лат. Hypericum) — род цветковых растений семейства Зверобойные (Hypericaceae) порядка Мальпигиецветные (Malpighiales). Ранее этот род обычно рассматривали в составе семейства Клузиевые (Clusiaceae).

## Ботаническое описание

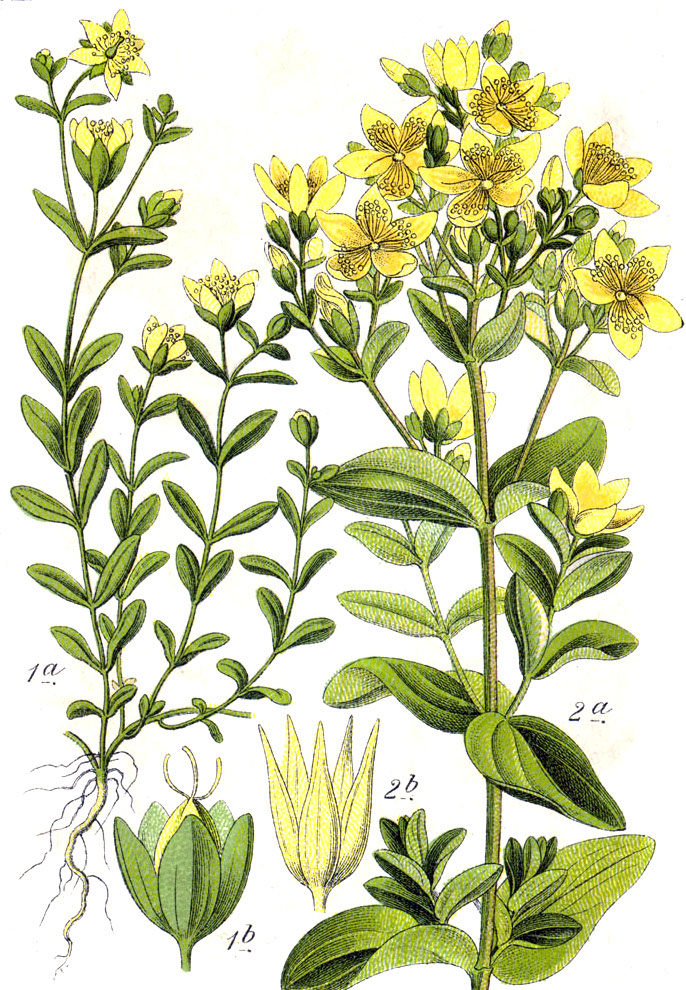
Виды зверобоя: 1. Зверобой распростёртый (Hypericum humifusum), 2. Зверобой четырёхкрылый (Hypericum tetrapterum).

Представители рода — многолетние, очень редко однолетние травянистые растения, полукустарники, кустарники или деревья.
Стебли большей частью четырёхгранные.
Листья у некоторых видов супротивные, редко мутовчатые, большей частью цельнокрайные, сидячие или с короткими черешками, на поверхности и по краям или только по краям часто с просвечивающими, иногда с чёрными точечными маслянистыми желёзками.
Цветки одиночные или многочисленные в полузонтиках, собранные в конечные метельчатые или щитковидные цимозные соцветия. Чашечка глубоко пятираздельная, остающаяся. Чашелистиков пять, равных или иногда неравных или неодинаковых по форме. Лепестков пять, очень редко четыре, в почкосложении скрученных, золотистых или жёлтых, редко снаружи пурпурово-розовых, опадающих или иногда остающихся. Тычинки многочисленные, сросшиеся основанием нитей в три—пять пучков или редко тычинки немногочисленные, все сросшиеся только основанием нитей или свободные (Hypericum mutilum). Столбиков три—пять, свободных или в основании сросшихся. Завязь редко одногнёздная, большей частью не вполне 3—5-гнёздная с многочисленными семяпочками. Рыльца головчатые, булавовидные, редко округлые.
Плод — кожистая коробочка, по созревании растрескивающаяся на три—пять многосемянных гнёзд, редко одногнёздная или иногда ягодообразная, нерастрескивающаяся. Семена многочисленные, мелкие, цилиндрические, овальные или продолговато овальные, крылатые, ворсинчатые или ячеистые.

## Распространение и экология
Представители рода встречаются, большей частью, в умеренном климате Северного полушария и под тропиками в южных областях. Особенно многочисленны в Средиземноморье.

## Классификация

### Таксономия
Hypericum Tourn. ex L., 1753, Sp. Pl. : 785
Род Зверобой относится к семейству Зверобойные (Hypericaceae) порядка Мальпигиецветные (Malpighiales), который последовательно входит в вышестоящие клады Фабиды → Розиды → Суперрозиды → Эвдикоты → Цветковые растения. Таксономическая схема в соответствии с Системой APG IV по состоянию на декабрь 2023 года:
|  |                          |  |                                   |                                   |                       |  | ещё 35 семейств |             |              |                                                            |
|  |                          |  |                                   |                                   |                       |  |                 |             |              | 517 подтверждённых видов и 91 вид, ожидающих подтверждения |
|  |                          |  |                                   | порядок Мальпигиецветные          |                       |  |                 |             | род Зверобой |                                                            |
|  |                          |  |                                   | порядок Мальпигиецветные          |                       |  |                 |             | род Зверобой |                                                            |
|  | клада Цветковые растения |  |                                   |                                   | семейство Зверобойные |  |                 |             |              |                                                            |
|  | клада Цветковые растения |  |                                   |                                   |                       |  |                 |             |              |                                                            |
|  |                          |  | ещё 63 порядка цветковых растений | ещё 63 порядка цветковых растений |                       |  |                 | ещё 5 родов | ещё 5 родов  |                                                            |
|  |                          |  |                                   | ещё 63 порядка цветковых растений |                       |  |                 |             | ещё 5 родов  |                                                            |

## Виды
В России встречается несколько видов, из них наиболее обыкновенные в Европейской России — зверобой обыкновенный, или продырявленный (Hypericum perforatum L.) и зверобой четырёхгранный (Hypericum quadrangulum L.). Оба эти растения — многолетние травы с сохраняющимися корневищами; у первого вида подземный стебель двугранный, плотный; листья с обильными просвечивающими желёзками: у второго вида стебель четырёхгранный, полый; листья с редкими просвечивающими желёзками. Цветки у обоих видов жёлтые. Оба вида считаются в народе целебными, и настойка этих растений употребляется от многих болезней.

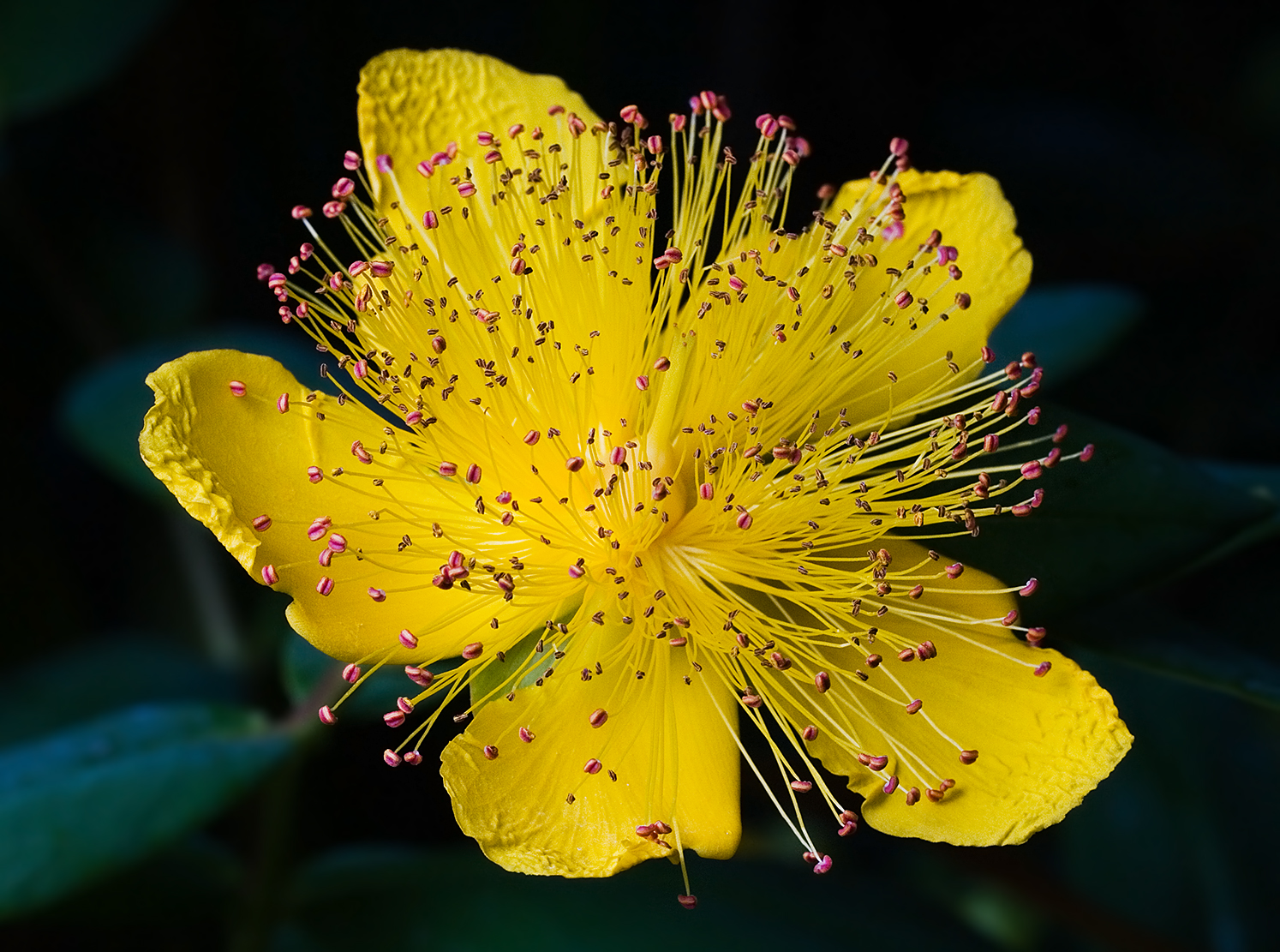
Цветок Hypericum calycinum, Тасмания

Из других видов зверобоя можно упомянуть вечнозелёные Hypericum calycinum L. (с Востока), Hypericum oblongifolium Wall — растение с розовыми ветвями и длинными листьями (растёт в Гималаях), и Hypericum androsaemum L. (из Южной Европы); эти три вида разводятся в садах как декоративные растения.
- Hypericum adpressum W.P.C.Barton — Зверобой прижатый
- Hypericum anagalloides Cham. & Schltdl. — Зверобой очноцветный
- Hypericum androsaemum L. — Зверобой красильный
- Hypericum ascyron L. — Зверобой большой
- Hypericum attenuatum Fisch. ex Choisy — Зверобой оттянутый
- Hypericum balearicum L. — Зверобой балеарский
- Hypericum beanii N.Robson — Зверобой Бина
- Hypericum brasiliense Choisy — Зверобой бразильский
- Hypericum buckleyi M.A.Curtis — Зверобой Бакли
- Hypericum calycinum L. — Зверобой чашечный, или Зверобой чашечковидный
- Hypericum canadense L. — Зверобой канадский
- Hypericum canariense L. — Зверобой канарский
- Hypericum caprifoliatum Cham. & Schltdl. — Зверобой каприфолевый
- Hypericum chapmanii W.P.Adams — Зверобой Чапмана
- Hypericum drummondii (Grev. & Hook.) Torr. & A.Gray — Зверобой Драммонда
- Hypericum elegans Stephan ex Willd. — Зверобой изящный
- Hypericum elongatum Ledeb. ex Rchb. — Зверобой вытянутый
- Hypericum erectum Thunb. — Зверобой прямостоящий
- Hypericum forrestii (Chitt.) N.Robson — Зверобой Форреста
- Hypericum gentianoides (L.) Britton, Sterns & Poggenb. — Зверобой горечавковидный
- Hypericum harperi R.Keller — Зверобой Харпера
- Hypericum hircinum L. — Зверобой козлиный
- Hypericum hirsutum L. — Зверобой жестковолосый, или Зверобой волосистый
- Hypericum hookerianum Wight & Arn. — Зверобой Гукера
- Hypericum humifusum L. — Зверобой стелющийся, или Зверобой распростёртый
- Hypericum hyssopifolium Chaix — Зверобой иссополистный
- Hypericum × inodorum Mill. — Зверобой непахучий, или Зверобой непахнущий
- Hypericum japonicum Thunb. — Зверобой японский
- Hypericum kalmianum L. — Зверобой Кальма
- Hypericum kamtschaticum Ledeb. — Зверобой камчатский
- Hypericum kelleri Bald. — Зверобой Келлера
- Hypericum leschenaultii Choisy — Зверобой Лешено
- Hypericum linarioides Bosse — Зверобой льнянковидный
- Hypericum maculatum Crantz — Зверобой пятнистый
- Hypericum × mitchellianum Rydb. — Зверобой Митчелла
- Hypericum montanum L. — Зверобой горный
- Hypericum mutilum L. — Зверобой недоразвитый
- Hypericum myrtifolium Lam. — Зверобой миртолистный
- Hypericum olympicum L. — Зверобой олимпийский
- Hypericum orientale L. — Зверобой восточный
- Hypericum origanifolium Willd. — Зверобой душицелистный
- Hypericum perforatum L. — Зверобой обыкновенный, или Зверобой продырявленный
- Hypericum rumeliacum Boiss. — Зверобой румелийский
- Hypericum sechmenii
- Hypericum scabrum L. — Зверобой шероховатый
- Hypericum sphaerocarpum Michx. — Зверобой круглоплодный
- Hypericum tetrapterum Fr. — Зверобой четырёхкрылый
- Hypericum triquetrifolium Turra — Зверобой трёхграннолистный
- Hypericum wilsonii N.Robson — Зверобой Уилсона

### Синонимы
- Adenosepalum Fourr.
- Adenotrias Jaub. & Spach
- Androsaemum Duhamel
- Ascyrum L.
- Brathydium Spach
- Campylopus Spach
- Campylosporus Spach
- Drosocarpium Fourr.
- Elodes Adans.
- Episiphis Raf.
- Eremosporus Spach
- Hipericum Neck.
- Hypericoides Plum. ex Adans.
- Lianthus N.Robson
- Myriandra Spach
- Olympia Spach
- Pancalum Ehrh.
- Petalanisia Raf.
- Pleurenodon Raf.
- Psorophytum Spach
- Receveura Vell.
- Roscyna Spach
- Sanidophyllum Small
- Santomasia N.Robson
- Sarothra L.
- Spachelodes Y.Kimura
- Thornea Breedlove & E.M.McClint.
- Triadenia Spach
- Triadenum Raf.
- Tridia Korth.

## Хозяйственное значение и применение
Зверобой даёт медоносным пчёлам много пыльцы, особенно по утрам.
По сведениям Энциклопедического словаря Брокгауза и Ефрона, зверобой обыкновенный вызывает болезненные явления у животных: головокружение, расширенность зрачков и общую притупленность, но смертельного исхода не замечено.
В сельском и лесном отношении имеют значение виды:
- Зверобой сучковатый (Hypericum ramosissimum) — мелкий, весьма ветвистый красивый кустарник, дикорастущий в Закавказье в полосе от 500 до 1300 м над уровнем моря и рекомендуемый для разведения в садах, под деревьями.
- Зверобой стелющийся (Hypericum humifusum).
- Зверобой продырявленный, или Зверобой обыкновенный (Hypericum perforatum) — преимущественно на сухой почве;
- Зверобой четырёхкрылый (Hypericum tetrapterum) [syn. Hypericum quadrangulum] — многолетние сорные растения. Растение известно также под названиями жабина, звириба, кровавец.
- Зверобой древесный (Hypericum biflorus) — кустарник. Растение известно также под названиями «зеновка» и «зиновет».

### Лекарственное применение
Экстракт зверобоя используется для изготовления безрецептурных растительных антидепрессантов, применяемых при депрессии, психовегетативных тревожных расстройствах. При лёгких и умеренных депрессиях эффективность препаратов зверобоя сопоставима с эффективностью традиционных антидепрессантов, лишь при тяжёлых депрессиях зверобой, по-видимому, уступает стандартным антидепрессантам.
Эффективность зверобоя в лечении депрессий доказана многочисленными клиническими испытаниями и несколькими метаанализами; в частности, метаанализом более 20 исследований, в которых принимали участие свыше 1500 человек, кохрейновским обзором 29 исследований, в которых участвовали 5489 человек, систематическим обзором 35 исследований, включивших 6993 пациентов, данные которого были опубликованы в Systematic Reviews. Систематический обзор систематических обзоров, данные которого опубликованы в BMJ Open в 2017 году, показал, что применение зверобоя — единственный метод комплементарной медицины, эффективность которого при большом депрессивном расстройстве хорошо доказана.
В двойных слепых сравнительных исследованиях с участием 712 пациентов частота проявления антидепрессивного эффекта препаратов зверобоя была немного выше усреднённой частоты эффектов традиционных антидепрессантов — имипрамина, амитриптилина и мапротилина (64 и 58 соответственно). Выраженность депрессивной симптоматики по шкале Гамильтона снизилась в 1,8 раза под действием имипрамина и в 2,3 раза под действием препаратов зверобоя. Другие РКИ показали, что зверобой терапевтически эквивалентен антидепрессантам группы СИОЗС — флуоксетину, пароксетину и сертралину. При этом частота ремиссий у пациентов, получавших СИОЗС, была всё же выше:77.
Препараты зверобоя также показали свою эффективность при лечении синдрома предменструального напряжения: у 51 % женщин выраженность симптомов уменьшилась более чем наполовину. В сочетании с фототерапией эти препараты могут быть рекомендованы как профилактическое средство пациентам с сезонными аффективными расстройствами с конца сентября — начала октября по март.
Оценка терапевтического потенциала зверобоя при психовегетативных расстройствах была проведена в 154 исследовательских центрах на 758 пациентах. По результатам анкетирования больных, к окончанию исследования чёткое улучшение наступило в среднем в 83 % случаев, а частота наблюдаемых симптомов снизилась в среднем на 37 %.
Отмечалось также, что применение зверобоя облегчает течение синдрома хронической усталости, облегчает лечение наркомании и лекарственной зависимости, снижает интенсивность упорных головных болей, облегчает ревматические боли и др.
Препараты зверобоя в целом гораздо реже вызывают побочные действия по сравнению с традиционными антидепрессантами. Так, результаты 23 рандомизированных двойных слепых исследований в Великобритании показали, что экстракт гиперицина при слабо или умеренно выраженной депрессии более эффективен, чем плацебо, и столь же эффективен, как и приём обычных антидепрессантов, а побочные эффекты встречались почти в 3 раза реже.
Тем не менее препаратам зверобоя присущ ряд побочных эффектов. К ним относятся фотосенсибилизация, а также развитие маниакальных состояний у пациентов, страдающих биполярной депрессией (развитие мании у этих пациентов возможно и при применении обычных, рецептурных антидепрессантов), усугубление чувства тревоги у некоторых людей. Возможны, кроме того, желудочно-кишечные побочные действия, аллергические реакции, усталость, беспокойство, спутанность сознания.
Пациентам с биполярным расстройством зверобой можно принимать лишь на фоне приёма нормотимика.
Следует быть предельно аккуратным, применяя зверобой одновременно с другими лекарственными средствами, в первую очередь с иммуносупрессантами. Являясь мощным катализатором CYP-энзимов, зверобой ускоряет выведение медикаментов из организма, тем самым снижая их терапевтический эффект, что может привести к плачевным последствиям. В частности, известны случаи, когда бесконтрольное применение зверобоя параллельно с иммуносупрессантами приводило к отторжению пересаженного органа. Зверобой может снижать концентрацию в крови трициклических антидепрессантов, антиретровирусных препаратов, карбамазепина, фенитоина, с чем связан риск снижения их эффективности. Также он может снижать эффективность противозачаточных таблеток. Препараты зверобоя не следует принимать одновременно с такими антидепрессантами, как селективные ингибиторы обратного захвата серотонина и ингибиторы моноаминоксидазы:77: это сочетание порой приводит к тяжёлым побочным реакциям, в частности к развитию серотонинового синдрома.
Зверобой снижает терапевтическое действие препаратов для лечения сердечной недостаточности (в том числе дигоксина). Ослабляет действие препаратов для снижения холестерина (статинов). Усиливает тромбообразование и ослабляют эффект антикоагулянтов.
Применение препаратов зверобоя при беременности и грудном вскармливании не рекомендуется в связи с недостатком данных об их безопасности в период гестации и лактации.
В аптечной сети без рецепта доступно множество различных препаратов зверобоя, и они различаются количеством, концентрацией и балансом активных и неактивных, полезных и потенциально вредных компонентов:77.
По данным исследования, проводившегося в Канаде (2013), многие препараты, созданные на основе растительных компонентов, в том числе и один из препаратов на основе зверобоя, представляют опасность для здоровья потребителей из-за нежелательных примесей и других загрязнителей. В числе веществ, не отмеченных в документах к продукции, обнаружились вещества с известными токсическими характеристиками и побочными эффектами — например, засушенный зверобой оказался смешан с кассией остролистной, обладающей выраженным слабительным действием. Длительный приём кассии остролистной наносит вред печени, желудочно-кишечной и иммунной системе.

## Символика
Зверобой в народных представлениях считается одним из тех растений, которые произошли из крови или пера и т. п. мифической птицы (молния), которая принесла небесный огонь на землю и была при этом ранена враждебным существом. Позднее зверобою приписано свойство прогонять нечистую силу.
Hypericum perforatum считалось прежде волшебным растением: оно защищало от ведьм и привидений, а фиолетовый сок, получаемый при прессовании цветочных почек, считался за чарующее средство.

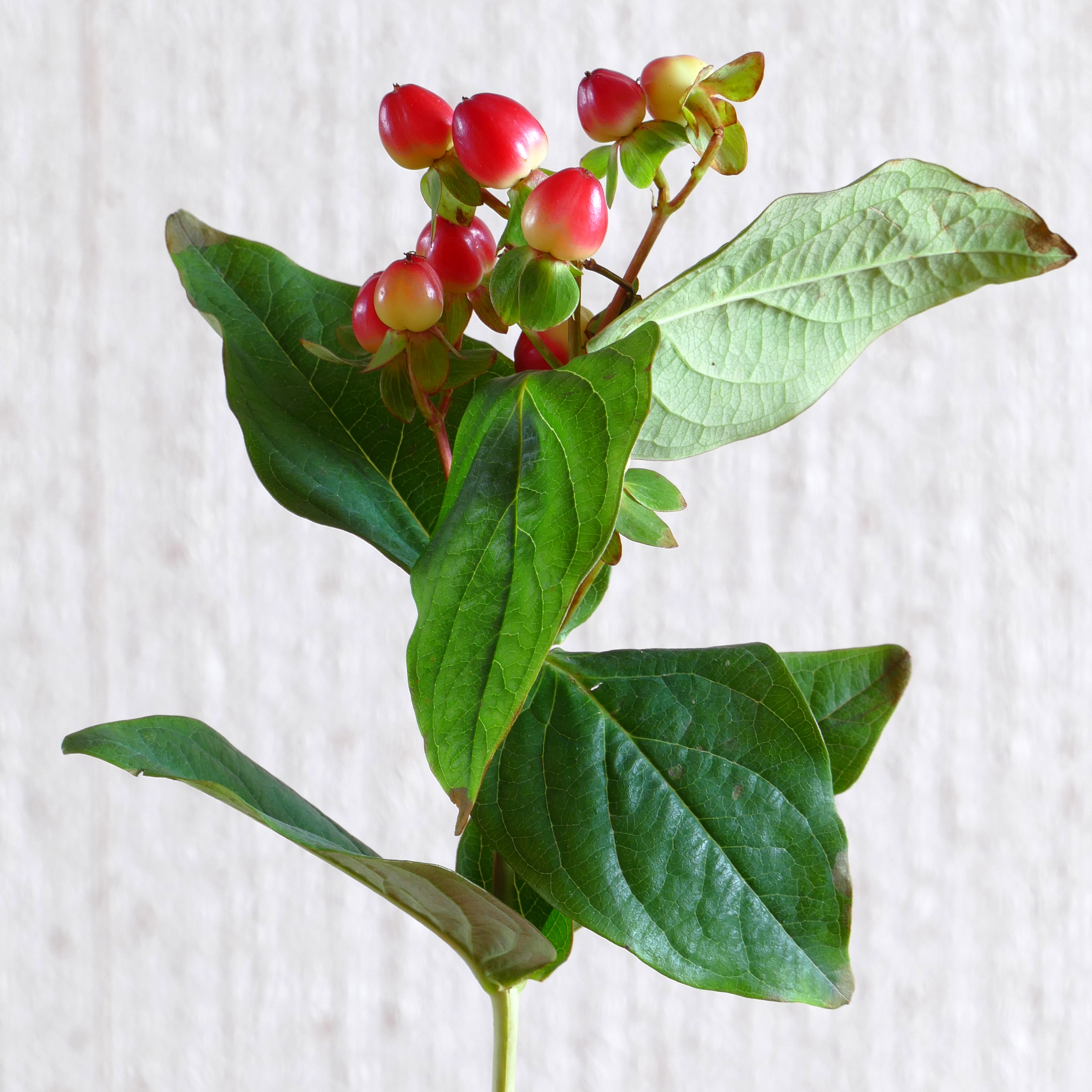
Hypericum androsaemum, плоды
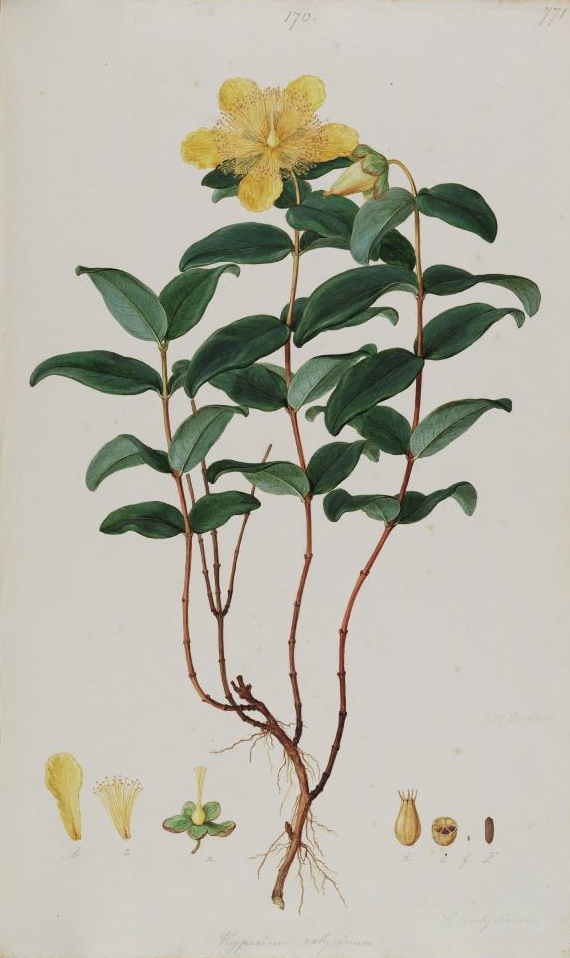
Hypericum calycinum
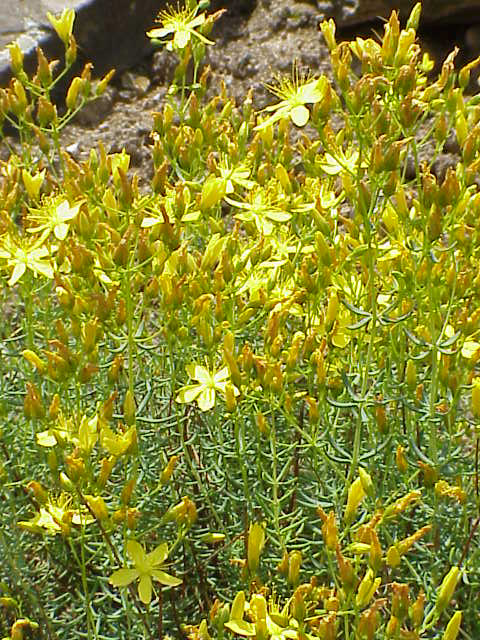
Hypericum coris
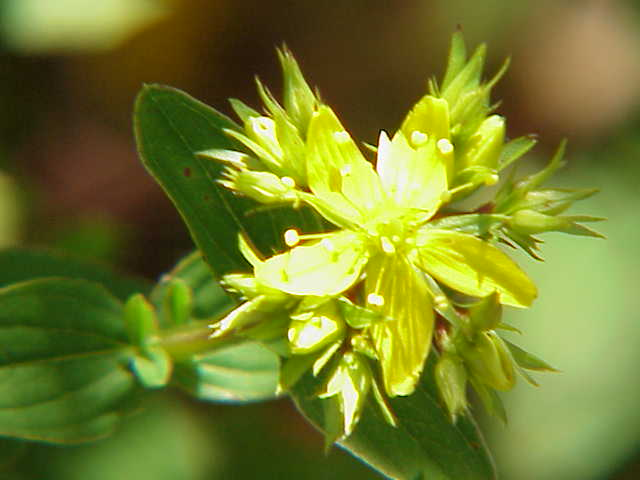
Hypericum elegans
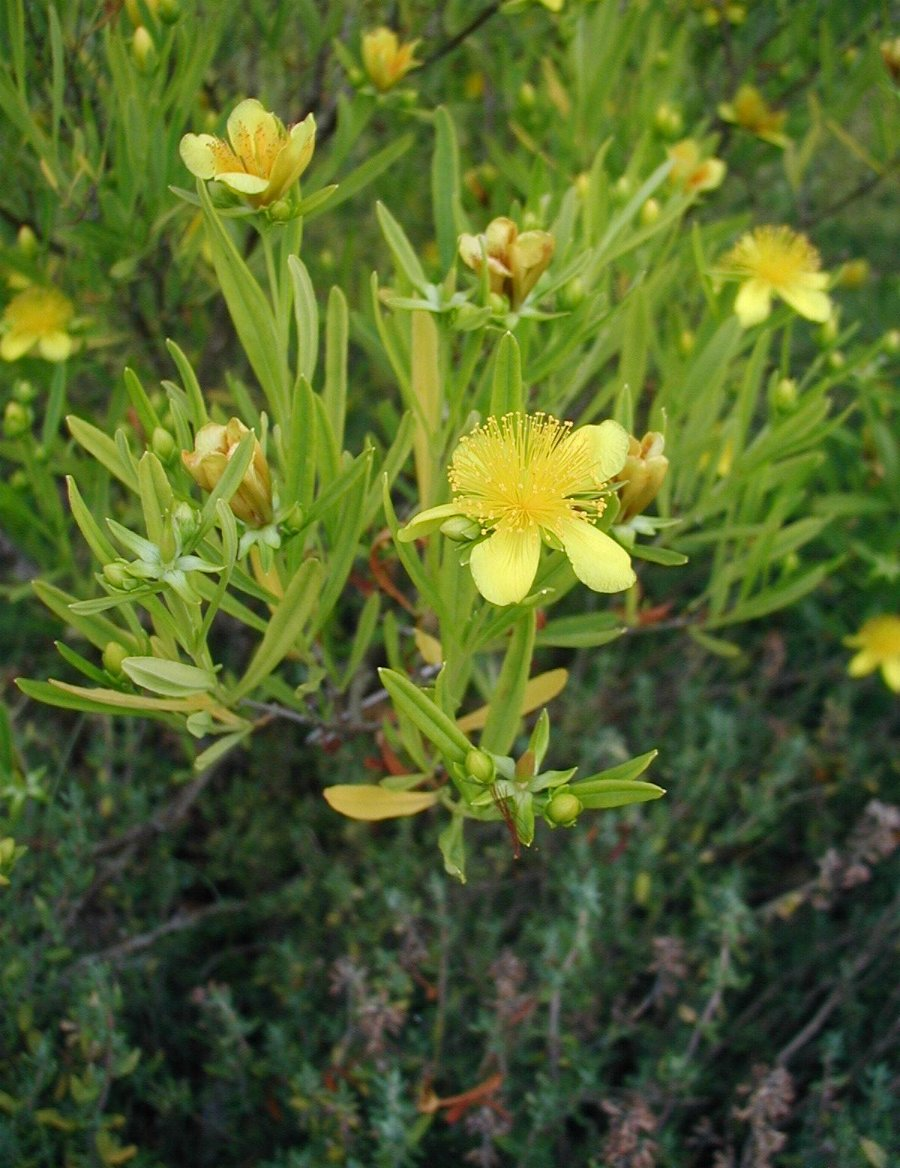
Hypericum erectum
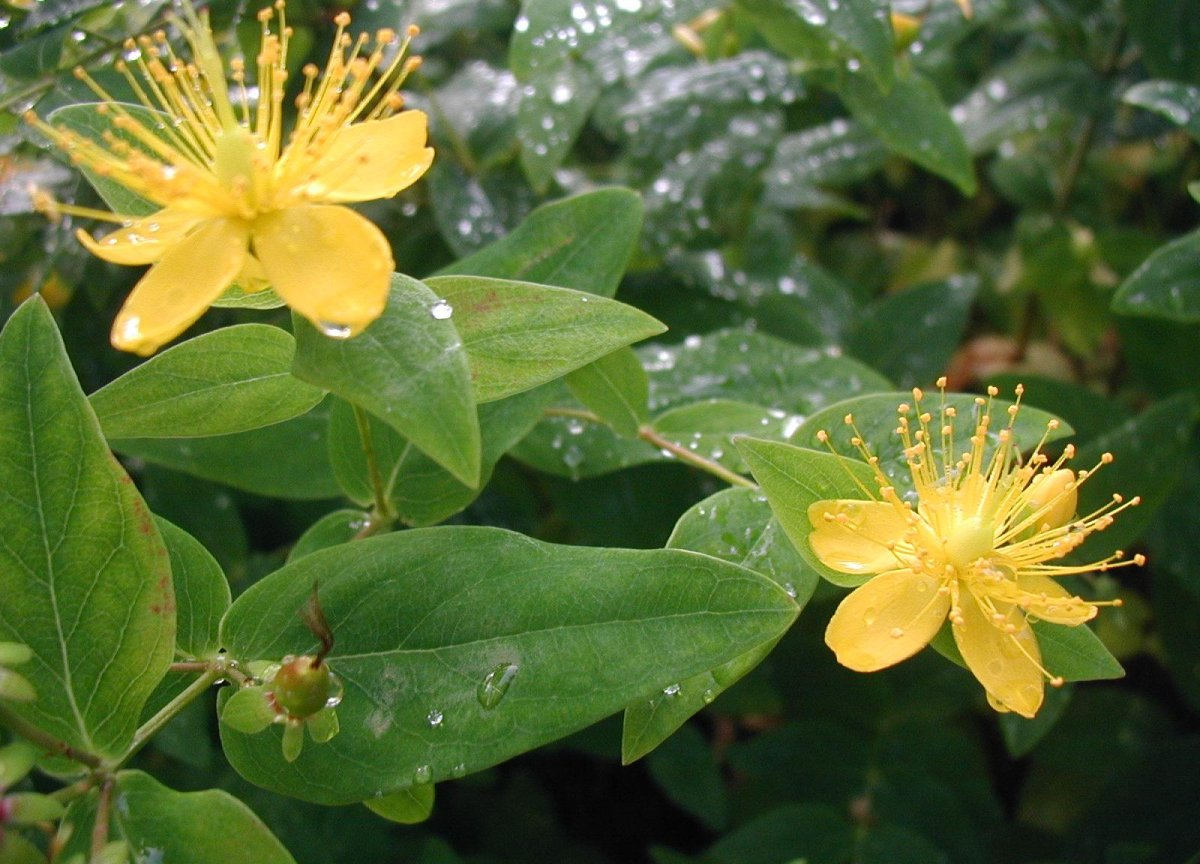
Hypericum hircinum
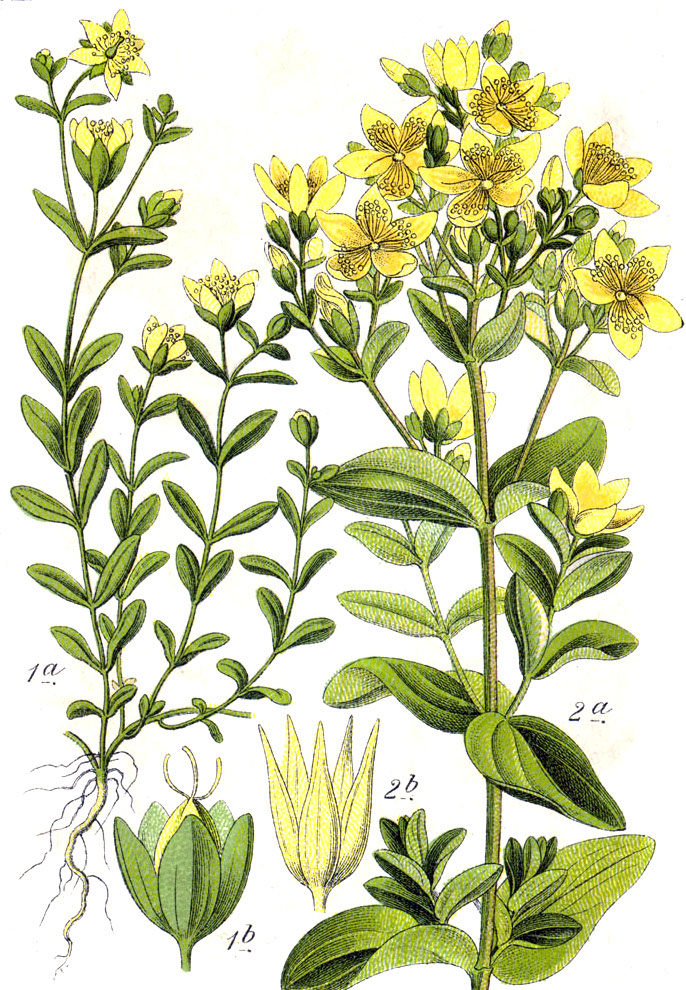
Hypericum humifusum
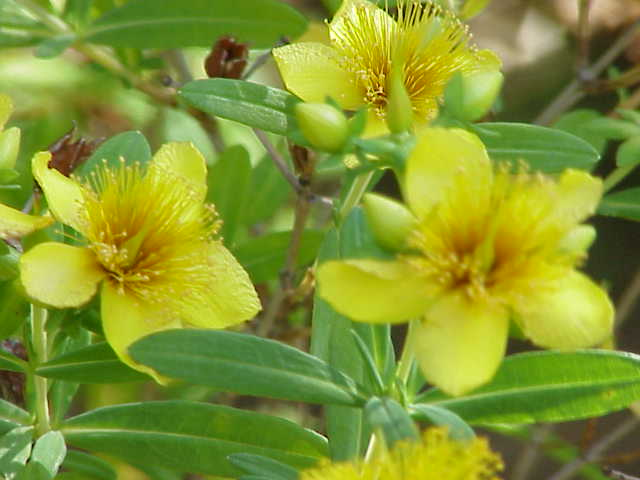
Hypericum kalmianum
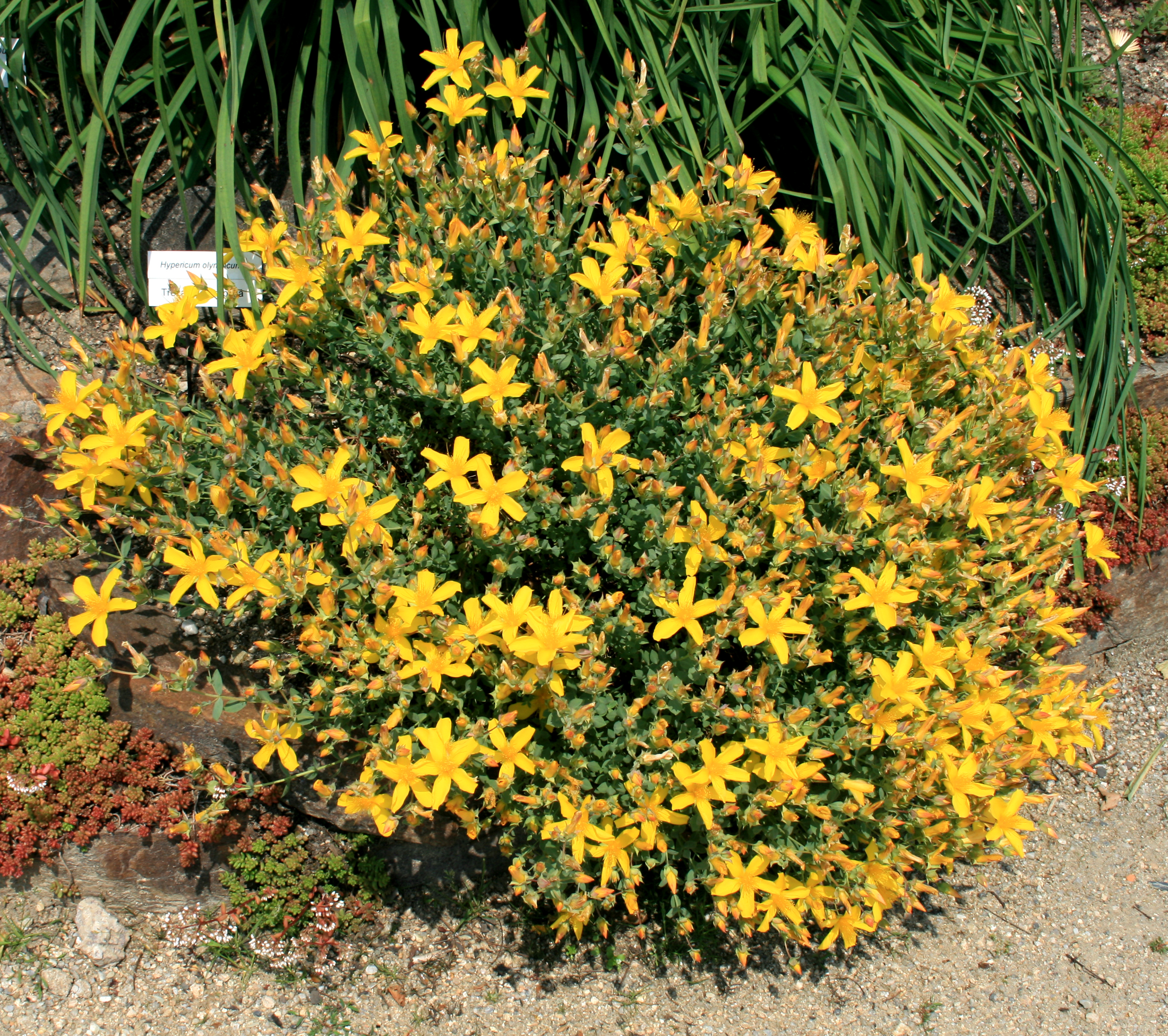
Hypericum olympicum
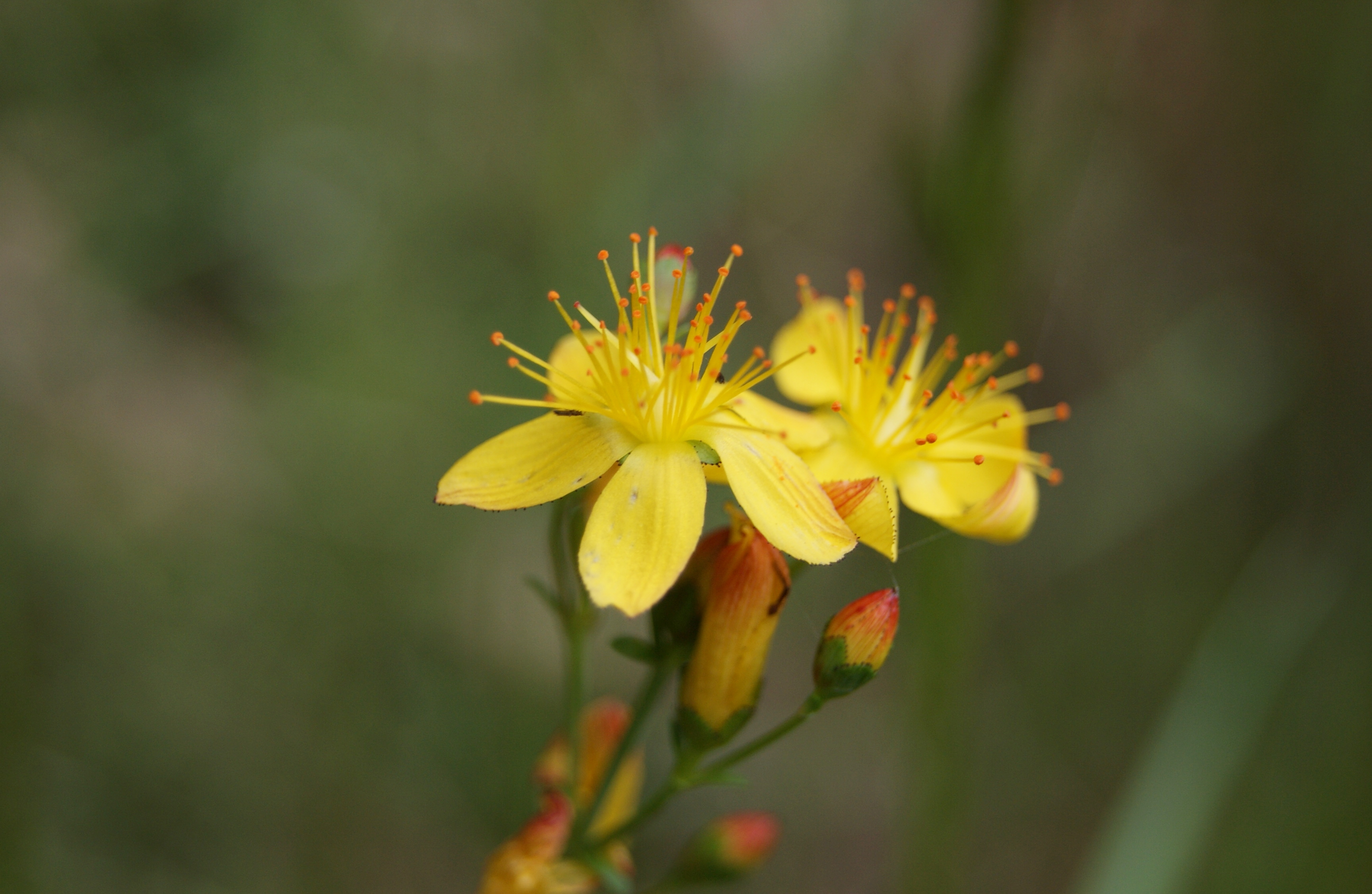
Hypericum pulchrum
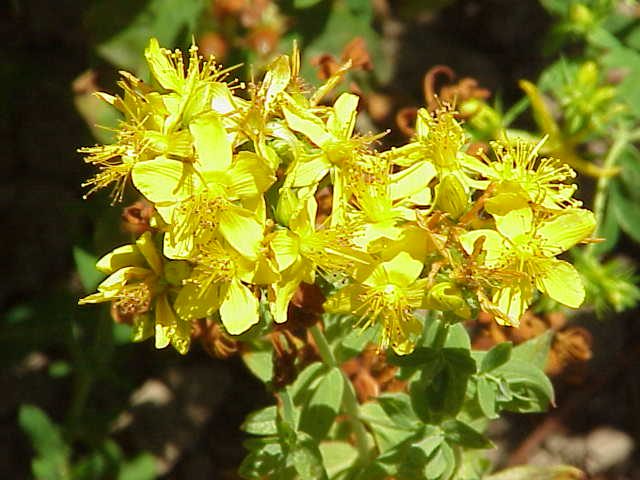
Hypericum tetrapterum